# Un soir à la Comédie-Française (film, 1934)
Pour plus de détails, voir Fiche technique et Distribution.
Un soir à la Comédie-Française  est un documentaire français réalisé par Léonce Perret en 1934.

## Fiche technique
- Réalisation : Léonce Perret
- Scénario : Léonce Perret et un extrait de la pièce : Les Deux couverts Sacha Guitry et extrait de la pièce : Les Précieuses ridicules de Molière
- Directeur artistique : Léo Devred
- Costumes : Beytout
- Son : Jean Lecocq
- Production : Joseph de Maistre
- Pays :  France
- Format : Noir et blanc - Muet  - Son mono - 1,37:1
- Genre : Documentaire
- Date de sortie : 
  - France - 22 février 1935

## Distribution
- René Alexandre
- Marie Bell
- Gisèle Casadesus
- Maurice Escande
- Fernand Ledoux
- Madeleine Renaud
- Georges Le Roy